# Вайнс, Сидней Говард
Сидней Говард Вайнс (англ. Sydney Howard Vines, 31 декабря 1849 — 4 апреля 1934) — британский ботаник, профессор ботаники.   

## Биография
Сидней Говард Вайнс родился в Лондоне 31 декабря 1849 года.
В 1885 году он стал членом Лондонского королевского общества.
С 1888 по 1919 год Сидней Говард Вайнс был профессором ботаники и членом Колледжа Магдалины в Оксфорде.
С 1900 по 1904 год он был президентом Лондонского Линнеевского общества.
Сидней Говард Вайнс умер в графстве Девон 4 апреля 1934 года.

## Научная деятельность
Сидней Говард Вайнс специализировался на семенных растениях.

## Некоторые публикации
- Lectures on the physiology of plants. 1886[4].
- A student's text-book of botany. 1896[5].